# Пьерфор (кантон)
Пьерфо́р (фр. Pierrefort) — кантон во Франции, находится в регионе Овернь, департамент Канталь. Входит в состав округа Сен-Флур.
Код INSEE кантона — 1513. Всего в кантон Пьерфор входят 11 коммун, из них главной коммуной является Пьерфор.
Население кантона на 1999 год составляло 2 776 человек.

## Коммуны кантона
| Коммуна              | Население, чел. (1999) | Почтовый индекс | Код INSEE |
| -------------------- | ---------------------- | --------------- | --------- |
| Брезон               | 208                    | 15230           | 15026     |
| Гурдьеж              | 54                     | 15230           | 15077     |
| Лакапель-Баррес      | 78                     | 15230           | 15086     |
| Мальбо               | 121                    | 15230           | 15112     |
| Нарньяк              | 84                     | 15230           | 15139     |
| Орадур               | 299                    | 15260           | 15145     |
| Поланк               | 283                    | 15230           | 15149     |
| Пьерфор              | 1002                   | 15230           | 15152     |
| Сезан                | 261                    | 15230           | 15033     |
| Сен-Мартен-су-Вигуру | 279                    | 15230           | 15201     |
| Сент-Мари            | 107                    | 15230           | 15198     |